# Edmond van Genechten
Edmond van Genechten, auch Mon van Genechten, chinesischer Künstlername Fang Hsi-Sheng, (* 29. Oktober 1903 in Geel; † 21. Oktober 1974 ebendort) war ein belgischer Missionar der Scheutvelder Kongregation und bedeutender Maler von christlichen Motiven in echt chinesischem Stil. Von 1929 bis 1946 lebte van Genechten in China.